# 本豪森
本豪森是德国莱茵兰-普法尔茨州的一个市镇。总面积1.49平方公里，总人口156人，其中男性78人，女性78人（2011年12月31日），人口密度105人/平方公里。